# Marcos Ramírez
Marcos Ramírez Fernández (Conil de la Frontera, 16 dicembre 1997) è un pilota motociclistico spagnolo.

## Carriera

### Gli inizi
Ramírez inizia la sua carriera da pilota professionista nel 2008, vincendo il campionato MiniGP dell'Andalusia con moto metrakit da 70 cm³. Si conferma vincitore dello stesso campionato anche nel 2009, questa stagione però primeggia nelle categorie metrakit da 80 cm³ e nella classe 125. Nel 2010 vince per la seconda volta il campionato Andaluso della classe 125 e vince anche il campionato "Motodes" - Pre GP. Questi due campionati li vince anche nella stagione 2011.
A partire dal 2012 si sposta nel campionato spagnolo e nella Red Bull MotoGP Rookies Cup, chiudendo al quinto posto entrambi i campionati il primo anno di partecipazione. Nella stessa stagione partecipa al Campionato Europeo Velocità Moto3, svoltosi gara unica ad Albacete, dove si ritira dopo quattro giri. Fa il suo esordio in un campionato mondiale nel 2014 quando partecipa, in qualità di wild card, al Gran Premio di Spagna con una KTM RC 250 GP del Calvo Team Laglisse, chiudendo la gara al ventunesimo posto. 
Nel 2015 si trasferisce nel campionato mondiale Supersport dove inizia la stagione come pilota titolare del team CATBIKE/exit alla giuda di una Kawasaki ZX-6R, passa poi, in qualità di wild card, al team Autos Arroyo Pastrana Racing disputando la terza gara in calendario alla guida di una Yamaha YZF-R6 con la quale coglie i primi punti mondiali. Partecipa infine ad altre cinque gare in questa stagione come pilota sostituivo nel team Lorini alla guida di una Honda CBR600RR. Totalizza dodici punti che gli permettono di chiudere questa esperienza al ventunesimo posto in classifica finale. Nella stessa stagione è quindicesimo nel CEV Moto2. 

### Moto3
Nel 2016 torna nel motomondiale a partire dal Gran Premio d'Austria in sostituzione di Danny Webb presso il team Platinum Bay Real Estate, alla guida di una Mahindra MGP3O. Ottiene diciannove punti che gli permettono di chiudere il campionato in ventiseiesima posizione.
Nel 2017 è pilota titolare nel motomondiale nella classe Moto3, con lo stesso team della stagione precedente, ma alla giuda di una KTM RC 250 GP. Il compagno di squadra, in questa stagione è Darryn Binder. Il 2 luglio 2017 in occasione del Gran Premio di Germania, chiudendo al terzo posto, ottiene il suo primo podio nel motomondiale. Chiude la sua prima stagione completa nel motomondiale all'ottavo posto in classifica piloti con 123 punti ottenuti.

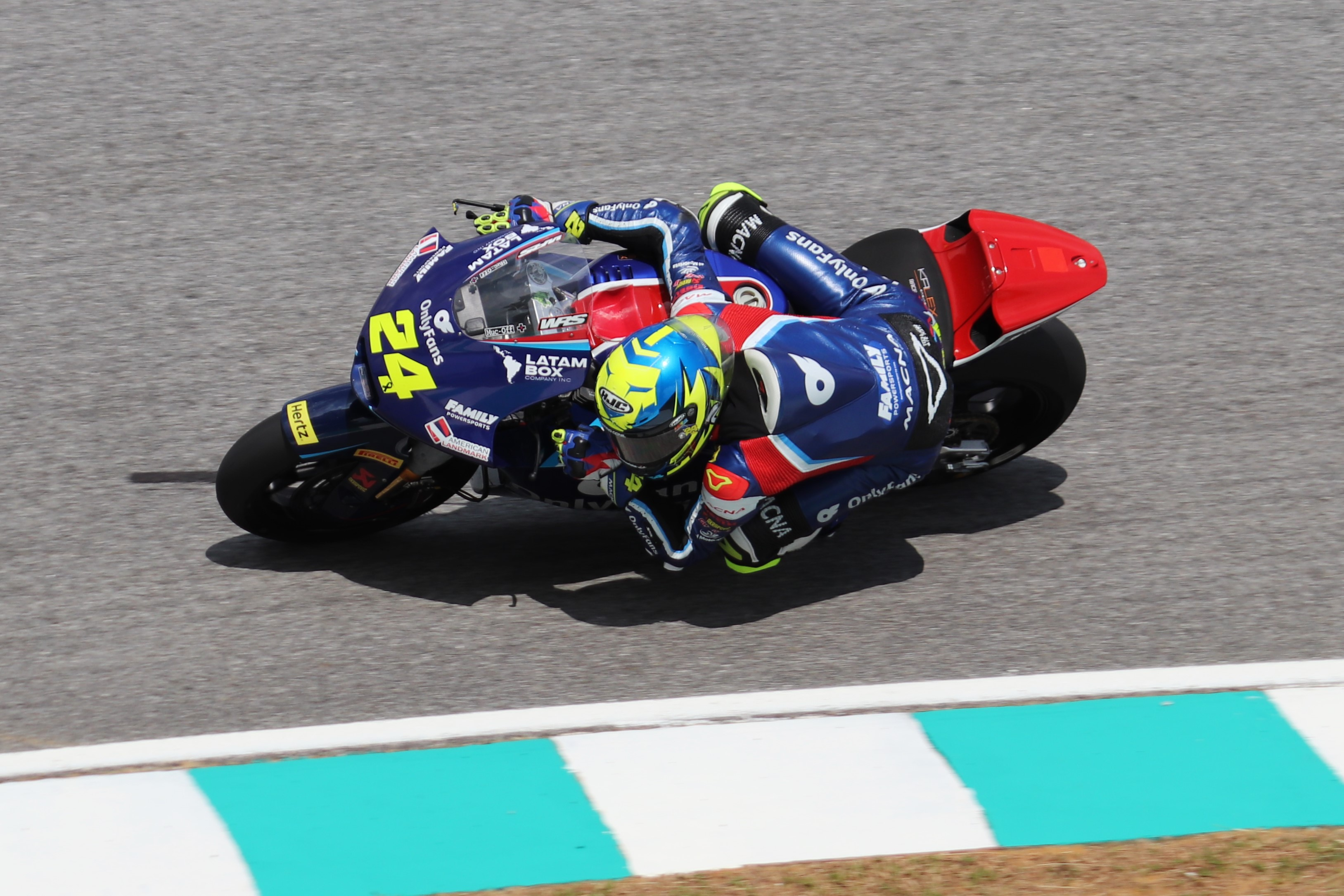
Ramírez in pista al Gran Premio di Malesia nel 2024.

Nel 2018 corre con la KTM del team Best Capital Dubai; il compagno di squadra è Jaume Masiá. Ottiene due terzi posti (Spagna e Francia) e conclude la stagione al 10º posto con 102 punti. Nel 2019 passa alla guida della Honda NSF250R del team Leopard Racing; il compagno di squadra è Lorenzo Dalla Porta. Ottiene le sue prime vittorie (Catalogna e Gran Bretagna), due secondi posti (Germania e Australia) e due pole position (Australia e Malesia) e chiude la stagione al 3º posto con 183 punti.

### Moto2
Nel 2020 passa in Moto2, sulla Kalex del team American Racing; il compagno di squadra è Joe Roberts. Ottiene come miglior risultato un sesto posto in Aragona e termina la stagione al 19º posto con 37 punti. Nel 2021 rimane nello stesso team, con compagno di squadra Cameron Beaubier. Ottiene come miglior risultato due noni posti (Germania e Americhe) e chiude la stagione al diciassettesimo posto con 39 punti. Nel 2022 corre per il team Forward Racing alla guida di una MV Agusta; il compagno di squadra è Simone Corsi, ottiene cinque punti e chiude la stagione al trentesimo posto.
Nel 2023 inizia la stagione con il team Forward Racing, con cui gareggia fino al Gran Premio di Gran Bretagna, senza raccogliere punti. Dal Gran Premio d'Austria, corre per il team American Racing in qualità di pilota sostitutivo, andando subito a punti con un quattordicesimo posto. In Malesia arriva il suo primo podio in Moto2, classificandosi terzo dietro ad Acosta ed Aldeguer, formando un podio tutto spagnolo. Conclude il campionato al sedicesimo posto. Nel 2024 prosegue con American Racing, il compagno di squadra è Joe Roberts. Con oltre cento punti chiude undicesimo in campionato e sale sul podio in occasione del Gran premio della Thailandia.

## Risultati in gara

### Motomondiale
| 2014 | Classe | Moto |  |  |  |    |  |  |  |  |  |  |  |  |  |  |  |  |  |  |  |  |  |  | Punti | Pos. |
| ---- | ------ | ---- |  |  |  | -- |  |  |  |  |  |  |  |  |  |  |  |  |  |  |  |  |  |  | ----- | ---- |
| 2014 | Moto3  | KTM  |  |  |  | 21 |  |  |  |  |  |  |  |  |  |  |  |  |  |  |  |  |  |  | 0     |      |

| 2016 | Classe | Moto     |  |  |  |  |  |  |  |  |  |    |    |     |     |    |    |   |   |     |  |  |  |  | Punti | Pos. |
| ---- | ------ | -------- |  |  |  |  |  |  |  |  |  | -- | -- | --- | --- | -- | -- | - | - | --- |  |  |  |  | ----- | ---- |
| 2016 | Moto3  | Mahindra |  |  |  |  |  |  |  |  |  | 26 | 18 | Rit | Rit | 27 | 17 | 7 | 6 | Rit |  |  |  |  | 19    | 26º  |

| 2017 | Classe | Moto |   |    |    |   |   |   |   |   |   |   |    |     |    |   |    |    |    |   |  |  |  |  | Punti | Pos. |
| ---- | ------ | ---- | - | -- | -- | - | - | - | - | - | - | - | -- | --- | -- | - | -- | -- | -- | - |  |  |  |  | ----- | ---- |
| 2017 | Moto3  | KTM  | 9 | 13 | 16 | 4 | 4 | 9 | 6 | 6 | 3 | 7 | 12 | Rit | 12 | 7 | 14 | 21 | 17 | 3 |  |  |  |  | 123   | 8º   |

| 2018 | Classe | Moto |    |    |     |   |   |    |     |    |   |   |    |    |    |   |   |    |     |    |    |  |  |  | Punti | Pos. |
| ---- | ------ | ---- | -- | -- | --- | - | - | -- | --- | -- | - | - | -- | -- | -- | - | - | -- | --- | -- | -- |  |  |  | ----- | ---- |
| 2018 | Moto3  | KTM  | 15 | 12 | Rit | 3 | 3 | 15 | Rit | 11 | 4 | 7 | 15 | AN | 16 | 5 | 8 | 12 | Rit | 11 | 10 |  |  |  | 102   | 10º  |

| 2019 | Classe | Moto  |   |   |    |    |     |     |   |   |   |    |   |   |   |     |   |   |   |   |   |  |  |  | Punti | Pos. |
| ---- | ------ | ----- | - | - | -- | -- | --- | --- | - | - | - | -- | - | - | - | --- | - | - | - | - | - |  |  |  | ----- | ---- |
| 2019 | Moto3  | Honda | 4 | 9 | 12 | 23 | Rit | Rit | 1 | 7 | 2 | 16 | 5 | 1 | 7 | Rit | 4 | 8 | 2 | 6 | 7 |  |  |  | 183   | 3º   |

| 2020 | Classe | Moto  |     |    |    |    |    |    |    |    |   |    |   |   |    |     |    |  |  |  |  |  |  |  | Punti | Pos. |
| ---- | ------ | ----- | --- | -- | -- | -- | -- | -- | -- | -- | - | -- | - | - | -- | --- | -- |  |  |  |  |  |  |  | ----- | ---- |
| 2020 | Moto2  | Kalex | Rit | 23 | 15 | 19 | 18 | 16 | 12 | 17 | 9 | 13 | 6 | 9 | 16 | Rit | 11 |  |  |  |  |  |  |  | 37    | 19º  |

| 2021 | Classe | Moto  |     |     |    |    |    |     |     |   |    |    |     |    |    |    |   |    |    |    |  |  |  |  | Punti | Pos. |
| ---- | ------ | ----- | --- | --- | -- | -- | -- | --- | --- | - | -- | -- | --- | -- | -- | -- | - | -- | -- | -- |  |  |  |  | ----- | ---- |
| 2021 | Moto2  | Kalex | Rit | Inf | 15 | 11 | 13 | Rit | Rit | 9 | 20 | 19 | Rit | 20 | 12 | 14 | 9 | 10 | 14 | 14 |  |  |  |  | 39    | 17º  |

| 2022 | Classe | Moto      |    |    |    |    |     |     |     |     |    |     |    |     |    |    |    |    |    |    |    |    |  |  | Punti | Pos. |
| ---- | ------ | --------- | -- | -- | -- | -- | --- | --- | --- | --- | -- | --- | -- | --- | -- | -- | -- | -- | -- | -- | -- | -- |  |  | ----- | ---- |
| 2022 | Moto2  | MV Agusta | 17 | 17 | 15 | 12 | Rit | Rit | Rit | Rit | 24 | Rit | 17 | Rit | 19 | 16 | 18 | 20 | 23 | 17 | 17 | 20 |  |  | 5     | 30º  |

| 2023 | Classe | Moto            |    |    |     |    |    |     |    |     |    |    |    |    |   |   |    |    |   |   |    |   |  |  | Punti | Pos. |
| ---- | ------ | --------------- | -- | -- | --- | -- | -- | --- | -- | --- | -- | -- | -- | -- | - | - | -- | -- | - | - | -- | - |  |  | ----- | ---- |
| 2023 | Moto2  | Forward e Kalex | 21 | 24 | Rit | 20 | 17 | Rit | 20 | Inf | 19 | 14 | 16 | 14 | 9 | 7 | 16 | 10 | 6 | 3 | 13 | 4 |  |  | 65    | 16º  |

| 2024 | Classe | Moto  |   |   |   |     |    |    |    |   |    |    |   |   |    |   |    |    |    |   |   |    |  |  | Punti | Pos. |
| ---- | ------ | ----- | - | - | - | --- | -- | -- | -- | - | -- | -- | - | - | -- | - | -- | -- | -- | - | - | -- |  |  | ----- | ---- |
| 2024 | Moto2  | Kalex | 6 | 9 | 5 | Rit | 15 | SQ | 10 | 7 | 18 | 15 | 6 | 7 | 15 | 8 | 10 | 19 | 10 | 3 | 6 | 11 |  |  | 116   | 11º  |

| 2025 | Classe | Moto  |   |   |    |   |    |    |   |   |    |   |     |   |    |  |  |  |  |  |  |  |  |  | Punti | Pos. |
| ---- | ------ | ----- | - | - | -- | - | -- | -- | - | - | -- | - | --- | - | -- |  |  |  |  |  |  |  |  |  | ----- | ---- |
| 2025 | Moto2  | Kalex | 5 | 5 | 11 | 8 | 12 | 15 | 9 | 8 | 10 | 6 | Rit | 7 | 12 |  |  |  |  |  |  |  |  |  | 84    |      |

| Legenda | 1º posto        | 2º posto            | 3º posto            | A punti      | Senza punti        | Grassetto – Pole position Corsivo – Giro più veloce |
| Legenda | Gara non valida | Non qual./Non part. | Ritirato/Non class. | Squalificato | '-' Dato non disp. | Grassetto – Pole position Corsivo – Giro più veloce |

### Campionato mondiale Supersport
| 2015 | Moto                     |    |  |    |  |  |    |    |     |    |    |  |  |  |  | Punti | Pos. |
| ---- | ------------------------ | -- |  | -- |  |  | -- | -- | --- | -- | -- |  |  |  |  | ----- | ---- |
| 2015 | Kawasaki, Yamaha e Honda | 19 |  | 14 |  |  | 17 | 11 | Rit | 15 | 12 |  |  |  |  | 12    | 21º  |

| Legenda | 1º posto        | 2º posto            | 3º posto           | A punti      | Senza punti        | Grassetto – Pole position Corsivo – Giro più veloce |
| Legenda | Gara non valida | Non qual./Non part. | Ritirato/Non class | Squalificato | '-' Dato non disp. | Grassetto – Pole position Corsivo – Giro più veloce |